# Systasis quadridentatus
Systasis quadridentatus är en stekelart som beskrevs av Girault 1922. Systasis quadridentatus ingår i släktet Systasis och familjen puppglanssteklar. Inga underarter finns listade i Catalogue of Life.